# George MacDonald Fraser
Pour les articles homonymes, voir George Fraser et Fraser.
George MacDonald Fraser OBE (Carlisle, 2 avril 1925 – île de Man, 2 janvier 2008 ), est un écrivain britannique, auteur de romans historiques, comme d'œuvres non fictives et comme de nombreux scénarios.

## Biographie

### Jeunes années et carrière militaire
Né de parents écossais à Carlisle, en Angleterre, il grandit et étudie en Écosse. En 1943, engagé au Border Regiment, régiment d'infanterie de la British Army, il est affecté au 9e Bataillon, unité de la 17e division d'infanterie indienne qui se bat en Birmanie. Trois fois promu fonctionnaire caporal, il est trois fois cassé pour des fautes mineures, l'une d'entre elles ayant été d'avoir perdu une théière. Finalement, à nouveau promu, il reste fonctionnaire caporal jusqu'à son envoi devant une commission de sélection d'officiers. Il raconte son parcours au Border Regiment dans un récit intitulé Quartered Safe Out Here.
Au terme de sa formation d'officier, il est affecté aux Gordon Highlanders, autre régiment d'infanterie. Il sert au Moyen-Orient et en Afrique du Nord, immédiatement après la guerre. Il relate quelques anecdotes et histoires de cette période dans la série McAuslan.

### Après la guerre
Après son parcours militaire, Fraser travailla pendant de nombreuses années en tant que journaliste dans le quotidien écossais de Glasgow, The Herald où il fut rédacteur en chef adjoint de 1964 à 1969 et fut brièvement rédacteur en chef. Il démissionna et se consacra à l'écriture de romans et de scénarios, ce qui lui permit de gagner de la notoriété. Son œuvre la plus connue reste la série Flashman, personnage à l'origine créé par Thomas Hughes dans son roman Tom Brown's Schooldays. Les romans sont présentés comme des "paquets" de mémoires écrits par Flashman, devenu âgé, qui se remémore de son statut de "héros" de la British Army durant le XIXe siècle. La série commença par Flashman, Le Hussard de Sa Majesté et se remarque par la justesse des événements historiques.
En 1999, il est fait officier de l'Ordre de l'Empire britannique.
Il meurt le 2 janvier 2008 d'un cancer, à l'âge de 82 ans, sur l'île de Man. Il était le père d'un autre écrivain, Caro Fraser.

### Flashman
La série Flashman est constituée de 12 volumes :
- Flashman (1969) Publié en français sous le titre Flashman, Paris, Calmann-Lévy, 1971 ; réédition, Paris, Le Livre de poche no 4736, 1976 ; réédition de la même traduction sous le titre Flashman : Hussard de Sa Majesté, Paris, L'Archipel, 2004
- Royal Flash (1970) Publié en français sous le titre Flash royal, Paris, Calmann-Lévy, 1972 Publié en français dans une nouvelle traduction sous le titre Flashman : Le Prisonnier de Bismarck, Paris, L'Archipel, 2004
- Flash for Freedom! (1971)
- Flashman at the Charge (1973)
- Flashman in the Great Game (1975)
- Flashman's Lady (1977)
- Flashman and the Redskins (1982)
- Flashman and the Dragon (1985)
- Flashman and the Mountain of Light (1990)
- Flashman and the Angel of the Lord (1994)
- Flashman and the Tiger (1999)
- Flashman on the March (2005)

### Autres œuvres
- Quartered Safe Out Here (1992), les mémoires de l'auteur sur son parcours militaire durant la Seconde Guerre mondiale.
- La série Dand MacNeill ou McAuslan, une série semi-biographique qui se base sur ses propres expériences durant son parcours au sein des Gordon Highlanders en Afrique du Nord et en Écosse peu après la guerre.
- The Steel Bonnets (1971).
- The Hollywood History of the World: From One Million Years B.C. to Apocalypse Now (1988, révisé en 1996) qui parle de l'implication d'Hollywood dans l'histoire.
- The Pyrates (1983).
- Black Ajax (1997), un roman à propos de Tom Molineaux.
- Mr American, un roman à propos d'un mystérieux américain en Angleterre.
- The Candlemass Road (1993).
- The Light's on at Signpost (2002), les mémoires de l'auteur sur sa carrière de scénariste à Hollywood.
- The Reavers (2007)

Fraser a écrit ou coécrit des scénarios pour :
- Les Trois Mousquetaires (The Three Musketeers) en 1973
- On l'appelait Milady (The Four Musketeers) en 1974.
- Le Froussard héroïque (Royal Flash) en 1975.
- Le Prince et le Pauvre (Crossed Swords aux États-Unis ou The Prince and the Pauper au Royaume-Uni) en 1977.
- Octopussy en 1983.
- Kalidor (Red Sonja) en 1985.
- Casanova (téléfilm) en 1987.
- Le Retour des mousquetaires (The Return of the Musketeers) en 1989.